# Мавзолей Леніна

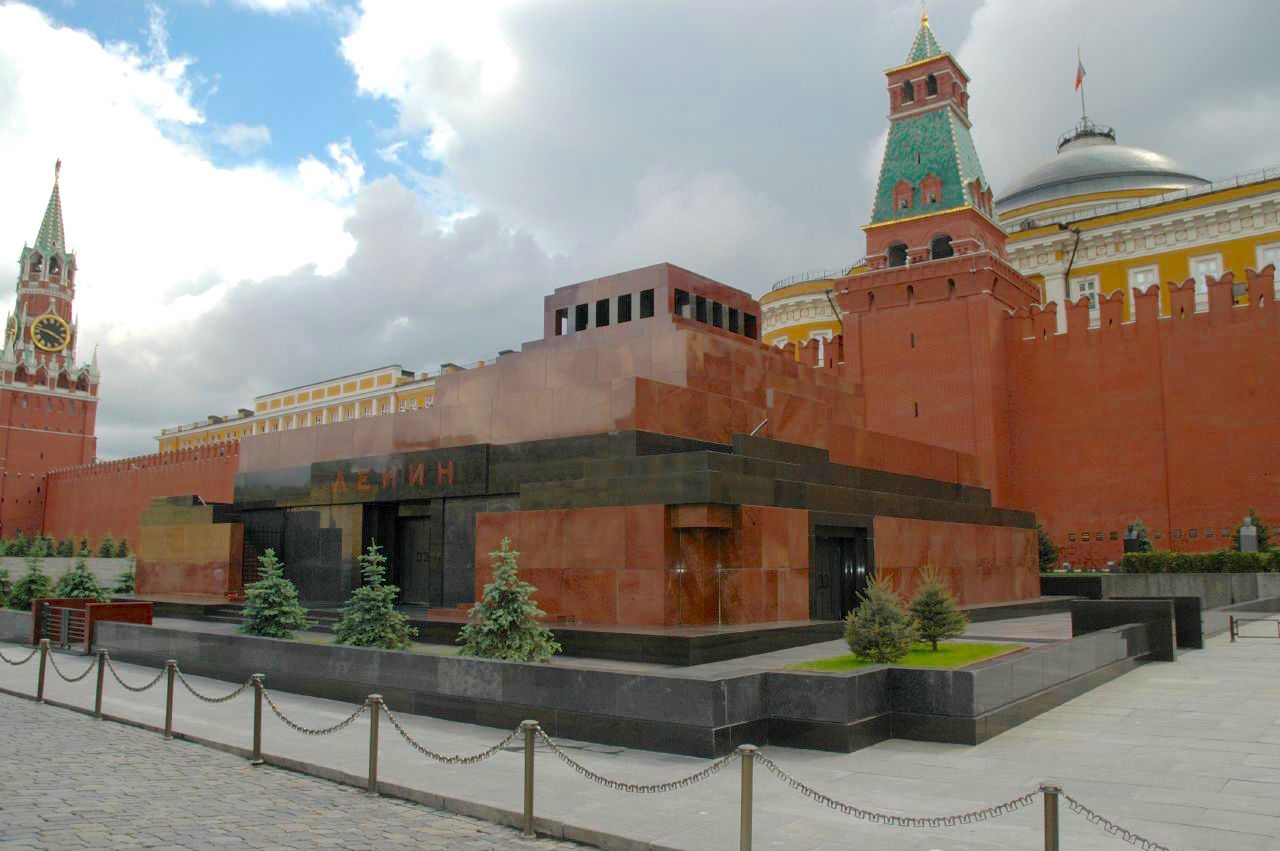
Мавзолей Леніна, позаду кремлівська стіна і колишня Верховна Рада СРСР

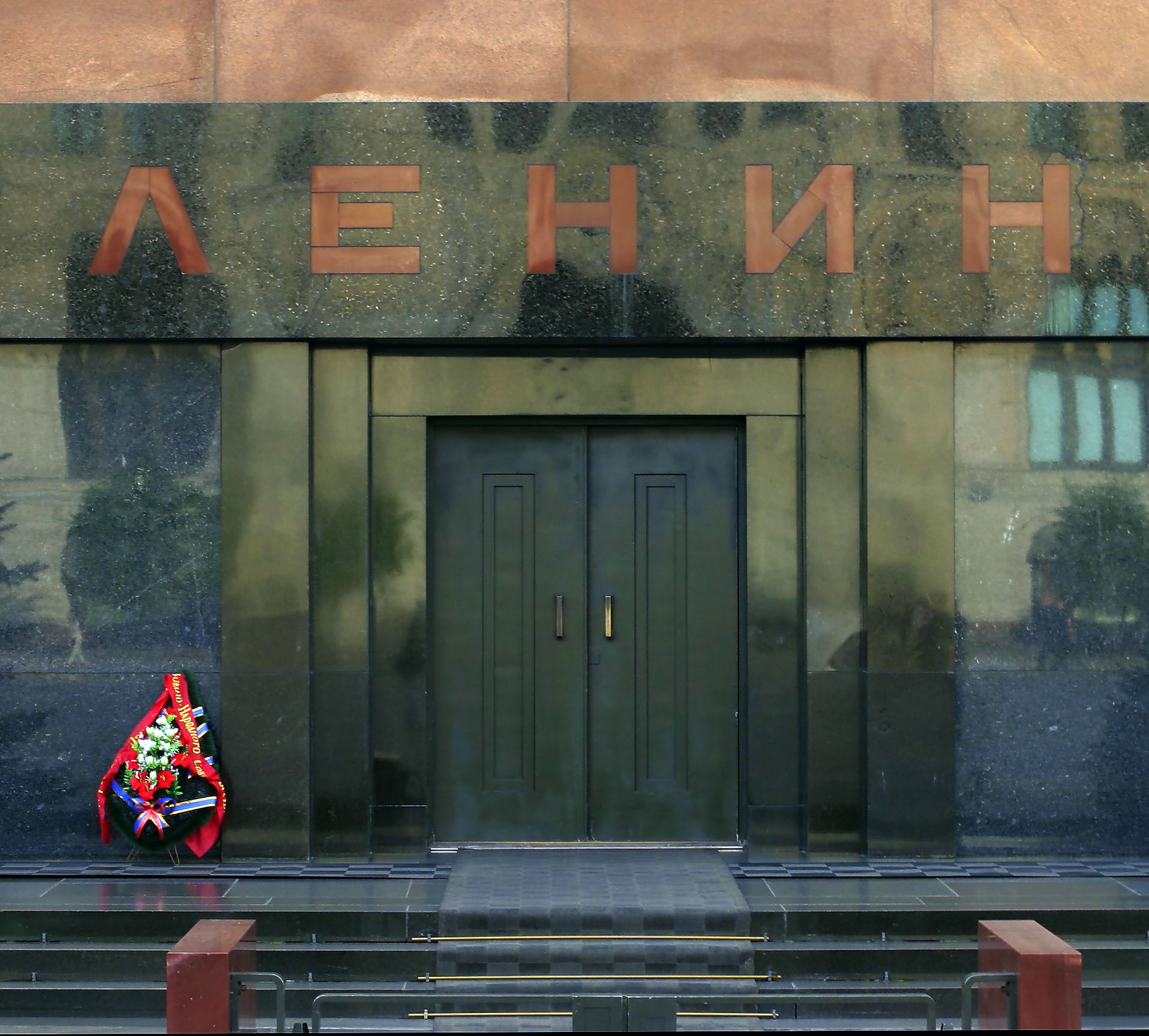
Вхід до мавзолею

Мавзолей В. І. Леніна (у 1953—1961 — мавзолей В. І. Леніна і Й. В. Сталіна) — пам'ятник-усипальниця (мавзолей) на Красній площі біля Кремлівської стіни в Москві, де з 1924 року в прозорому саркофазі зберігається тіло Володимира Леніна.
Перший (дерев'яний) мавзолей звели в січні 1924 відразу після смерті Леніна, другий (дерев'яний) мавзолей — у травні 1924 року, третій (кам'яний) був побудований у 1930 році.
З 1989 року час від часу відбуваються суперечки про поховання Леніна та закриття мавзолею.

## Історія спорудження

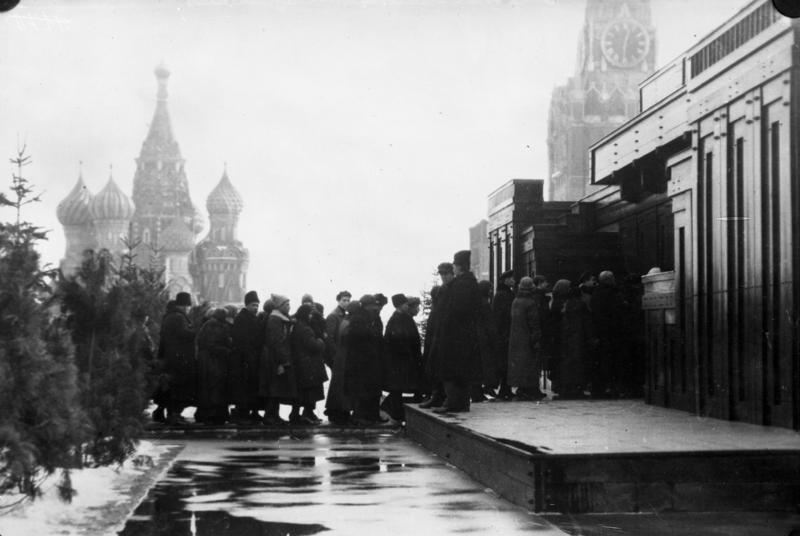
Другий дерев'яний варіант Мавзолею Леніна на фото 1925 року

Після смерті Леніна на чолі комісії ЦВК СРСР з організації його похоронів був поставлений Дзержинський. Він наполіг на бальзамуванні тіла померлого вождя, під його керівництвом у найстисліші строки побудували мавзолей.
Перший (тимчасовий дерев'яний) варіант Мавзолею був відкритий 27 січня 1924 біля Сенатської башти Кремля на Красній площі. Через два місяці тимчасовий Мавзолей був закритий, і почалося будівництво нового дерев'яного Мавзолею, яке продовжилося з березня по серпень 1924. Новий Мавзолей був великою (висота 9, довжина 18 метрів) зрізаною ступінчастою пірамідою, сходи були включені в загальний об'єм будівлі. Для довговічності дерев'яні деталі були покриті олійним лаком, внаслідок чого споруда мала строгий світло-коричневий колір. Тяги, двері і колони верхнього портика були зроблені з чорного дуба.
Через п'ять років почалося будівництво остаточного, кам'яного варіанту Мавзолею (липень 1929 — жовтень 1930).
Кам'яний Мавзолей на плані практично повторює дерев'яний. Траурний зал виконаний у формі куба (довжина грані 10 метрів) зі ступінчастою стелею. По периметру залу проходить широка чорна смуга з лабрадориту, на яку поставлені червоні порфірні пілястри. Праворуч від пілястр проходять смуги чорного полірованого лабрадора. Між ними проходять зигзагоподібні стрічки з яскраво-червоної смальти.
Конструктивна будівля виконана на основі залізобетонного каркаса з цегляним заповненням стін, які фанеровані полірованим каменем — мармуром, лабрадоритом, порфіром, гранітом. Довжина Мавзолею по фасаду — 24, висота — 12 метрів. Над входом на моноліті з чорного лабрадора буквами з червоного кварциту викладений напис: ЛЕНИН.
Піраміда Мавзолею складається з п'яти різновисоких уступів (у дерев'яному Мавзолеї їх було шість). На першому уступі в 1945 була влаштована трибуна. Одночасно по обох сторонах будівлі уздовж кремлівської стіни були споруджені гостьові трибуни на 10 тисяч чоловік.

## Тіло
З 1924 року тіло В. Леніна, забальзамоване за методом учених Володимира Воробйова та Бориса Збарського, зберігають у Мавзолеї. Підтримкою тіла в належному стані займаються співробітники Навчально-методичного центру біомедичних технологій, що входить у Всеросійський науково-дослідний інститут лікарських і ароматичних рослин (НПО ВИЛАР).
Двічі на тиждень 12 учених приходять в Мавзолей і проводять ретельний огляд, а раз на півтора року останки опускають у ванну із спеціальним розчином. Для цього використовуються унікальні стереофотоустановки і прилади. За останні 20 з гаком років прилади не зареєстрували якихось змін.
У період Другої світової війни, в липні 1941, тіло В. Леніна було евакуйоване до Тюмені; у квітні 1945 повернено до Москви. У 1945 році при новому оформленні інтер'єру Мавзолею, саркофаг конструкції К. С. Мельникова був замінений саркофагом, виконаним за проектом О. В. Щусєва і скульптора Б. І .Яковлева.
У 1953—1961 в мавзолеї було також тіло І. В. Сталіна, а мавзолей називали «Мавзолей В. І. Леніна і І. В. Сталіна»; гранітна плита з ім'ям Леніна в цей період була замінена на плиту з розташованими один над одним написами: «ЛЕНИН» і «СТАЛИН». Одночасно з похоронами І. В. Сталіна була прийнята нездійснена ухвала про майбутнє перенесення саркофагів обох вождів в Пантеон.
У 1973 встановлений куленепробивний саркофаг (головний конструктор Н. В. Томський).

## Культове місце радянської ідеології

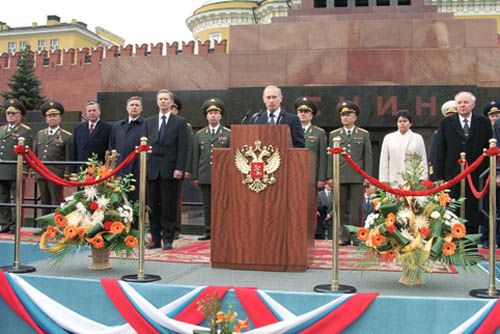
Президент Росії Володимир Путін перед мавзолеєм, 9 травня 2001 року

Мавзолей Леніна був перетворений на головне культове місце Радянського Союзу, біля якого проводилися ритуали і масові заходи.
Біля входу в Мавзолей стояла почесна варта, встановлена наказом начальника Московського гарнізону 26 січня 1924 року за день до похорону Леніна. До жовтня 1993 у Мавзолеї був пост почесної варти № 1, яка змінялася кожну годину за сигналом кремлівських курантів. У жовтні 1993 під час конституційної кризи пост № 1 був скасований. З 12 грудня 1997 пост відновлений, але вже біля Могили Невідомого солдата.
Від самого спорудження Мавзолей використовувався як трибуна, на якій з'являлися діячі Політбюро і радянського уряду, а також почесні гості під час урочистостей на Червоній площі (передусім ходи 1 травня і параду 7 листопада, а з 1965 і параду 9 травня). З Мавзолею до учасників парадів зазвичай промовляв Генеральний (Перший) секретар партії. У 1992—1994 парадів і ходів на Червоній площі не проводилося. 9 травня 1995 був проведений парад з нагоди 50-річчя Перемоги, під час якого Мавзолей використовувався як трибуна; на нього піднімалися Борис Єльцин, Віктор Черномирдін, Юрій Лужков й інші політичні діячі. 9 травня 1996 був проведений парад на честь 51-річчя Перемоги, під час якого Мавзолей востаннє використовувався як трибуна. Починаючи з 1995 року паради Перемоги знов проводяться щороку, але з 1997 року керівні діячі держави розташовуються при цьому на тимчасових трибунах, що споруджуються щоразу біля підніжжя Мавзолею.

## Інциденти та спроби вибухів у Мавзолеї
- 19 березня 1934 року Митрофан Михайлович Нікітін намагався вистрілити в забальзамоване тіло вождя. Йому перешкодили швидко зреагувала охорона і відвідувачі. Нікітін на місці застрелився. При ньому було виявлено лист протестного змісту на адресу партії та уряду.
- 5 листопада 1957 року А. Н. Романов, житель Москви без певних занять, кинув у Мавзолеї пляшку з чорнилом. Саркофаги з тілами Леніна і Сталіна не постраждали.
- 20 березня 1959 року один з відвідувачів кинув у саркофаг молоток і розбив скло. Тіла В. І. Леніна і Й. В. Сталіна не постраждали.
- 14 липня 1960 року мешканець м. Фрунзе К. М. Мінібаєв скочив на бар'єр і ударом ноги розбив скло саркофага. Осколки пошкодили шкіру забальзамованого тіла В. І. Леніна. Через відновлювальні роботи Мавзолей був закритий до 15 серпня. Мінібаєв на слідстві свідчив, що з 1949 року виношував намір зруйнувати труну з тілом Леніна, і 14 липня 1960 спеціально для цього прилетів до Москви.
- 9 вересня 1961 року Л. А. Смирнова, проходячи повз саркофага, плюнула в нього і потім кинула у саркофаг камінь, загорнутий у носову хустку, супроводивши свої дії лайкою. Скло саркофага було розбито, але тіло Леніна не постраждало.
- 24 квітня 1962 року мешканець м. Павловський Посад пенсіонер А. А. Лютіков також кинув камінь в саркофаг. Тіло Леніна не постраждало. Згодом з'ясувалося, що Лютіков у попередні два роки писав антирадянські листи в центральні газети і в посольства західних країн.
- У вересні 1967 року житель Каунасу на прізвище Крисанов підірвав начинений вибухівкою пояс біля входу в Мавзолей. Терорист і ще кілька людей загинули, Мавзолей не постраждав.
- 1 вересня 1973 року невідомим підірвано саморобний вибуховий пристрій усередині Мавзолею Леніна. Злочинець і одна подружня пара загинули, кілька людей, в тому числі діти, були поранені. Тіло В. І. Леніна не постраждало, оскільки до того моменту саркофаг вже був закритий куленепробивним склом.
- 15 березня 2010 року житель Підмосков'я Сергій Крапецов переліз через огорожу, забрався на трибуну Мавзолею Леніна і почав звідти викрикувати заклики до руйнування Мавзолею і якнайшвидшого поховання тіла В. І. Леніна. При затриманні його співробітниками міліції Крапецов чинив озброєний опір, але все ж був затриманий. Згодом з'ясувалося, що в цей момент Крапецов перебував у розшуку за вчинення розбійного нападу.
- 27 листопада 2010 року міліціонери затримали чоловіка, який кинув у Мавзолей Леніна на Червоній площі рулон туалетного паперу і брошуру. Затриманого госпіталізували у психіатричну лікарню.
- 26 червня 2011 року громадянка України, жителька Харкова хотіла здійснити самогубство поблизу мавзолею, перерізавши собі горло ножем. Вона встигла лише розрізати горло, після чого ніж у неї відібрали.[2]
- 14 січня 2023 року 42-річний мешканець Москви хотів викрасти тіло Леніна. Людина в «неадекватному стані» мала намір увійти до мавзолею о 9:30 ранку за місцевим часом і запевнила його, що Ленін має «відпустити свої гріхи». Поліція затримала його та передала лікарям для обстеження.[3]

## Цікаві факти
- Існує переказ про те, що незабаром після того, як тіло Володимира Леніна було вміщено на Червоній площі до Мавзолею, під ним (під Мавзолеєм) раптом прорвало каналізацію, після чого патріарх Тихон (Белавін) уїдливо зауважив: «По мощах - і єлей».[4]
- Приблизно в тому ж місці, де зараз знаходиться Мавзолей, між Спаським і Нікольським воротами Кремлівської стіни, на початку XVIII століття існувала Комедіальная храмина — перший в Росії публічний державний театр, заснований указом Петра I в 1702 році.

## Мавзолей у наш час
В даний час Мавзолей відкритий для доступу кожні вівторок, середу, четвер і суботу з 10 до 13 години. Доступ у Мавзолей і до поховань біля кремлівської стіни здійснюється через контрольно-пропускний пункт біля Микільської вежі, де здійснюється перевірка металодетектором. При відвідуванні Мавзолею забороняється мати при собі фото- і відеоапаратуру, мобільні телефони з фотокамерою. Також не можна проносити з собою сумки, рюкзаки, пакети, великі металеві предмети й пляшки з рідиною (охочим надається платна послуга камери схову в будівлі історичного музею). Доступ у Мавзолеї безоплатний. У Мавзолеї годиться, зберігаючи мовчання і не затримуючись біля труни, зробити півколо навколо саркофагу. Чоловікам - зняти головний убір.

### Питання про збереження останків Леніна в Мавзолеї
Після розпаду Радянського Союзу деякими громадськими діячами та політиками неодноразово піднімалося питання про доцільність збереження Мавзолею і перенесення тіла Леніна, наприклад, на Вовківське кладовище в Санкт-Петербурзі, де у Леніна поховані мати і сестри.
Зокрема, за поховання останків Леніна висловилися патріарх Алексій II і екс-президент СРСР М. С. Горбачов.
|                                | Він повинен бути відданий землі ... Я думаю, що це відбудеться. Життя покаже. Оригінальний текст (рос.) Он должен быть предан земле… Я думаю, что это произойдёт. Жизнь покажет. |
| — М. С. Горбачов, Червень 2008 | |

Під гаслом «Поховаємо справу і тіло Леніна» на Красній площі в квітні 1994 року проводила свою несанкціоновану акцію, припинену співробітниками правоохоронних органів, партія «Демократичний союз» на чолі з Валерією Новодворською.
У разі винесення останків Леніна з мавзолею, сам Мавзолей Леніна пропонують залишити на Красній площі як пам'ятник архітектури.
У той же час ряд політичних сил з 1990-х рр. і досі проводять щотижневі мітинги-«ланцюжки» прихильників збереження останків Леніна в мавзолеї. Багато з них приводять на захист своєї позиції такі аргументи як православні мощі святих і те, що Володимир Ленін фактично похований, тобто мавзолей і є його місце поховання і тривожити його було б блюзнірством. За збереження останків Леніна висловився на початку свого першого президентського терміну Володимир Путін:
|                            | Країна жила в умовах монополії КПРС 70 років. Це час життя цілого покоління, і багато людей з іменем Леніна пов'язують своє власне життя. Для них поховання Леніна буде означати, що вони поклонялися помилковим цінностям, ставили перед собою помилкові завдання і що їхнє життя прожите даремно. Оригінальний текст (рос.) Страна жила в условиях монополии КПСС 70 лет. Это время жизни целого поколения, и многие люди с именем Ленина связывают свою собственную жизнь. Для них захоронение Ленина будет означать, что они поклонялись ложным ценностям, ставили перед собой ложные задачи и что их жизнь прожита зря. |
| — В. В. Путин, Липень 2001 | |

20 січня 2011 року депутат від партії «Єдина Росія» Володимир Мединський порушив питання про подальше збереження тіла Леніна в мавзолеї.
|                                       | Я вважаю, що кожен рік ми повинні піднімати одне і те ж питання про винесення останків тіла Леніна з мавзолею. Це якась безглузда, язичницько-некрофільська місія у нас на Червоній площі. Ніякого тіла Леніна там немає, фахівці знають, що збереглося близько 10% від тіла, все інше звідти вже давно випотрошено та замінено. Але головне не тіло — головне дух. Ленін є гранично спірною політичною фігурою і наявність його як центральної фігури в некрополі в серці нашої країни — крайня безглуздість. Багатьох ображають рок-концерти на Василівському узвозі, але ми навіть не замислюємося про те, що в цьому подвійне блюзнірство — концерти проходять на території кладовища. Це вже якийсь сатанізм. І ходимо ми по кладовищу. Загальновідомо, що сам Ленін не збирався зводити собі ніяких мавзолеїв, і його живі родичі — сестра, брат і дружина були категорично проти. Вони хотіли поховати його в Санкт-Петербурзі разом з матір'ю. Але комуністам було начхати на бажання й на самого вождя і на його родичів. Їм було необхідно створити культ, які підміняють релігію і зробити з Леніна щось, що заміщає Христа. Нічого не вийшло. З цим збоченням необхідно закінчувати. Оригінальний текст (рос.) Я считаю, что каждый год мы должны поднимать один и тот же вопрос о выносе останков тела Ленина из мавзолея. Это какая-то нелепая, язычески-некрофильская миссия у нас на Красной площади. Никакого тела Ленина там нет, специалисты знают, что сохранилось порядка 10 % от тела, все остальное оттуда уже давно выпотрошено и заменено. Но главное не тело — главное дух. Ленин является предельно спорной политической фигурой и наличие его как центральной фигуры в некрополе в сердце нашей страны — крайняя нелепость. Многих оскорбляют рок-концерты на Васильевском спуске, но мы даже не задумываемся о том, что в этом двойное кощунство — концерты проходят на территории кладбища. Это уже какой-то сатанизм. И ходим мы по кладбищу. Общеизвестно, что сам Ленин не собирался возводить себе никаких мавзолеев, и его живые родственники — сестра, брат и жена были категорически против. Они хотели похоронить его в Санкт-Петербурге вместе с матерью. Но коммунистам было наплевать на желания и на самого вождя и на его родственников. Им было необходимо создать культ, подменяющий религию и сделать из Ленина нечто, замещающее Христа. Ничего не получилось. С этим извращением необходимо заканчивать. |
| — Володимир Мединський, 20 січня 2011 | |

Це висловлювання викликало великий суспільний резонанс. З думкою Мединського погодився член комітету Державної думи з інформаційної політики, інформаційних технологій і зв'язку Роберт Шлегель (фракція партії «Єдина Росія»). Він висловив думку, що Леніна варто було б поховати недалеко від Ульяновська. Комуністи, як завжди були проти і назвали висловлювання Мединського провокацією. Правозахисний рух «Меморіал», який не перший рік вимагає винесення тіла Леніна, підтримав цю ідею, а також запропонував провести референдум не тільки про поховання Леніна, але і про перенесення поховань біля Кремлівської стіни. 21 січня газета «Ведомости» з посиланням на джерело в адміністрації президента написала про можливість поховання тіла Леніна і звільнення Кремлівської стіни від частини поховань, проте прес-секретар Управління справами президента Росії Віктор Хреков повідомив, що «цього питання і не було, і немає; ця тема навіть не розглядається, це питання не сьогоднішнього покоління». Ідея також була підтримана деякими діячами культури.
22 січня інтернет-портал партії «Єдина Росія» відкрив сторінку на сайті «goodbyelenin.ru [Архівовано 2 квітня 2022 у Wayback Machine.]», де запропоновано відповісти на запитання: «Чи підтримуєте ви ідею поховання тіла В. І. Леніна?» З варіантами відповіді «Так» і «Ні» . Станом на вечір неділі, за офіційними даними, за поховання висловилося 69,65 % користувачів, проти — 30,35 %, при загальній кількості 195 000, що проголосували. Проте комуністи висловили сумніви в об'єктивності результатів голосування і висунули аргументи на користь того, що на сайті ведеться «накрутка» результатів. Перший заступник голови Державної думи, член фракції партії «Єдина Росія» Олег Морозов заявив, що це приватна ініціатива депутата Мединського, до якої партія відношення не має.
На думку представників КПРФ у питанні про збереження останків Леніна в мавзолеї влада навмисно підміняє поняття і спотворює факти в пропагандистських цілях. У позиції КПРФ виділяються чотири пункти:
- Ленін вже похований («тіло Леніна спочиває у гробі-саркофазі на глибині трьох метрів під землею»), тому слід вести мову про перепоховання, а не про поховання.
- В інших країнах (у тому числі в США) є мавзолеї відомих персон, також існують поховання у відкритому для огляду саркофазі. Наводяться приклади: саркофаг російського хірурга Миколи Пирогова, гробниця маршала Пілсудського, мавзолей Гранта в Манхеттені (з прахом американського президента Улісса Гранта), мавзолей Ататюрка в світській Туреччині, гробниця Наполеона.
- Не існує ніякої вказівки самого Леніна («останньої волі») про те, щоб його поховали на Волковському кладовищі. Також вказується, що Ленін «вже покоїться поряд з вдовою Надією Крупською і сестрою Марією Ульяновою, прах яких знаходиться в некрополі біля Кремлівської стіни».
- Мавзолей і Некрополь героїв радянської епохи є історичними «державними похованнями» на Красній площі (як і поховання на території Собору Василя Блаженного). Цим, на думку КПРФ, відкидається аргумент про небажаність «кладовища» на Красній площі.

Депутат Держдуми від КПРФ Сергій Обухов з приводу ініціативи Мединського заявив:
|  | У наявності спроба звести історичні рахунки з великою радянською епохою на тлі нікчемності нинішньої влади, все більше показує свою державну неспроможність на тлі реальних досягнень СРСР. Оригінальний текст (рос.) Налицо попытка свести исторические счеты с великой советской эпохой на фоне никчемности нынешней власти, все более показывающей свою государственную несостоятельность на фоне реальных достижений СССР. |

Племінниця Леніна Ольга Ульянова неодноразово висловлювалася проти винесення тіла її дядька з мавзолею. У 2008 році в інтерв'ю італійському журналу «Panorama» вона сказала:
|  | Ні, і ще раз ні. Росія ніколи не винесе тіло Леніна з цієї споруди. Якщо якомусь політичному російському керівникові не подобається Мавзолей, він може не відвідувати його, і достатньо. Нехай йде куди подалі. Ленін, який був нашим вождем, був похований тут в 1924 році, до речі, за християнською традицією: труна поміщена під землю на глибині 3 метрів поряд з кремлівською стіною. І його дружина Надія Крупська покоїться тут неподалік. <...> На думку археологів, вже в XV столітті на площі існувало кладовище. Навіть православний Патріарх Алексій II проти переміщення саркофага — щоб уникнути ще більше розколу серед нашого народу. Треба раз і назавжди припинити говорити на цю тему. У Росії багато інших невирішених соціальних і політичних проблем, крім останків Леніна. Оригінальний текст (рос.) Нет и ещё раз нет. Россия никогда не вынесет тело Ленина из этого сооружения. Если какому-то политическому российскому руководителю не нравится Мавзолей, он может не посещать его, и достаточно. Пусть идёт куда подальше. Ленин, который был нашим вождём, был похоронен здесь в 1924 году, кстати, по христианской традиции: гроб помещён под землю на глубине 3 метров рядом с крёмлевской стеной. И его жена Надежда Крупская покоится здесь неподалёку. <…> По мнению археологов, уже в XV веке на площади существовало кладбище. Даже православный Патриарх Алексий II против перемещения саркофага — во избежание ещё больше раскола среди нашего народа. Надо раз и навсегда прекратить говорить на эту тему. В России много других нерешённых социальных и политических проблем, помимо останков Ленина. |

Між тим у 2009 році згідно з даними ВЦИОМ більшість росіян (66 %) виступала за поховання тіла Леніна, причому 38 % респондентів з цієї групи вважали, що це слід зробити якомога швидше, 28 % — пізніше, коли піде покоління, якому дорогий вождь. 25 % вважали, що тіло Леніна слід залишити в Мавзолеї.
Доктор історичних наук Владлен Логінов вважає, що Мавзолей, як і дворянські склепи, не порушує християнських традицій:
|  | Коли в часи Брежнєва, про це мало хто знає, був капітальний ремонт Мавзолею, то була консультація з Російською православною церквою на цей рахунок. І вони якраз тоді вказали, що головне — дотримати, щоб було нижче рівня землі. Що й було зроблено — трошки поглибили споруду. Оригінальний текст (рос.) Когда во времена Брежнева, об этом мало кто знает, был капитальный ремонт Мавзолея, то была консультация с Русской православной церковью на этот счет. И они как раз тогда указали, что главное — соблюсти, чтобы было ниже уровня земли. Что и было сделано — немножко углубили сооружение. |

У вересні 2010 року прем'єр-міністр Володимир Путін на зустрічі з учасниками міжнародного дискусійного клубу «Валдай» сказав, що, коли поховати Леніна, вирішить народ:
|  | Всьому свій час. Прийде час — і російський народ вирішить, як з цим робити. Історія — така штука, яка не вимагає суєти. Оригінальний текст (рос.) Всему свое время. Придет время — и российский народ решит, как с этим поступить. История — такая штука, которая не требует суеты. |

Ініціативу депутата Мединського прокоментувала віце-президент «Медіа Союзу» Олена Зелінська:
|  | Необхідно звільнити Червону площу від функцій кладовища. Треба не тільки перепоховати тіло Леніна, але і всі інші поховання перенести на кладовища. Це перший аспект. Другий аспект: ми живемо не в Стародавньому Єгипті, щоб тримати мумій всередині країни і висловлювати свої емоції по відношенню до небіжчика: то гнів на адресу тіла Леніна, то захоплення. Я думаю, що прах вождя треба передати його родичам, щоб вони на свій розсуд перепоховали тіло Леніна. Оригінальний текст (рос.) Необходимо освободить Красную площадь от функций кладбища. Надо не только перезахоронить тело Ленина, но и все остальные захоронения перенести на кладбища. Это первый аспект. Второй аспект: мы живем не в Древнем Египте, чтобы держать мумий внутри страны и выражать свои эмоции по отношению к покойнику: то гнев в адрес тела Ленина, то восхищение. Я думаю, что прах вождя надо передать его родственникам, чтобы они по своему усмотрению перезахоронили тело Ленина. |

Свою оцінку перебуванню тіла Леніна в мавзолеї і всього некрополя на Червоній площі в 2006 році дав В. М. Лавров від імені Інституту російської історії РАН. У своєму висновку він виділив кілька пунктів відновлення історичного вигляду Червоної площі, перший з яких говорить:
|  | 1. Ліквідувати некрополь на Красній площі Москви. При цьому видатних діячів Вітчизни (В. Чкалова, Ю. Гагаріна та ін) поховати, що відповідає російській культурі пам'яті. Останки Леніна, Сталіна та інших осіб, відповідальних за масові репресії, передати в розпорядження чи їх родичів, або їх послідовників — в розпорядження КПРФ. Оригінальний текст (рос.) 1. Ликвидировать некрополь на Красной площади Москвы. При этом выдающихся деятелей Отечества (В. Чкалова, Ю.Гагарина и др.) предать земле, что соответствует российской культуре памяти. Останки Ленина, Сталина и других лиц, ответственных за массовые репрессии, передать в распоряжение либо их родственников, либо их последователей — в распоряжение КПРФ. |

У свою чергу, президент Російської академії наук Юрій Осипов, коментуючи пропозицію Інституту Російської історії, сказав «Інтерфаксу», що:
|  | Нічого про цю пропозицію невідомо, але так просто випалювати історію неприпустимо ... Якщо кожне нове покоління буде зводити рахунки з попереднім, нічого доброго з цього не вийде. Оригінальний текст (рос.) Ничего об этом предложении неизвестно, но так просто выжигать историю недопустимо… Если каждое новое поколение будет сводить счеты с предыдущим, ничего хорошего из этого не выйдет |

11 вересня 2020 року було публічно оголошено конкурс на використання мавзолею. Союз архітекторов Росії заропонував всім охочим представити свої ескізи можливих варіантів використання будівлі.

## Галерея

Мавзолей Леніна на поштових марках СРСР
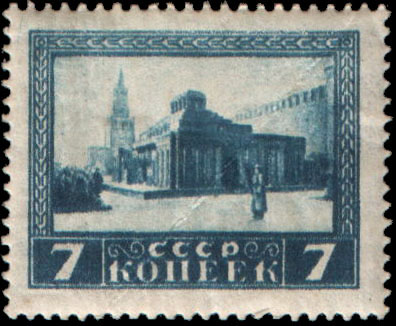
1925 рік
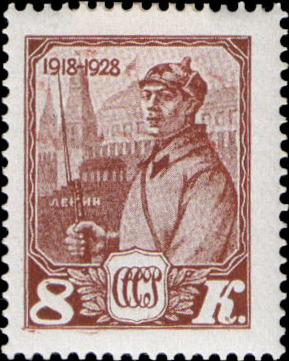
1928 рік
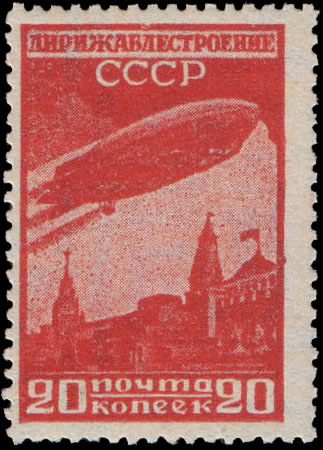
1931 рік
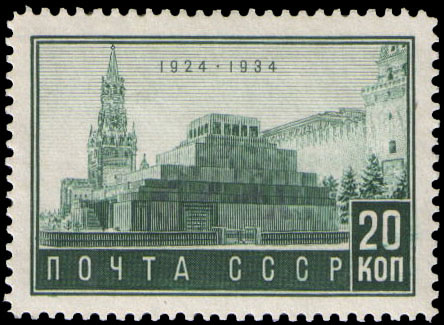
1934 рік
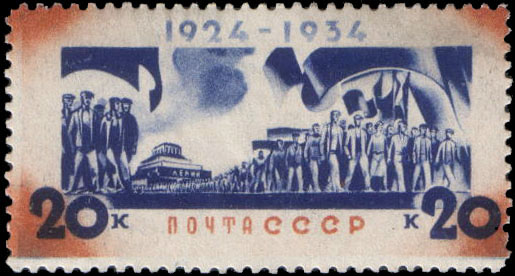
1934 рік
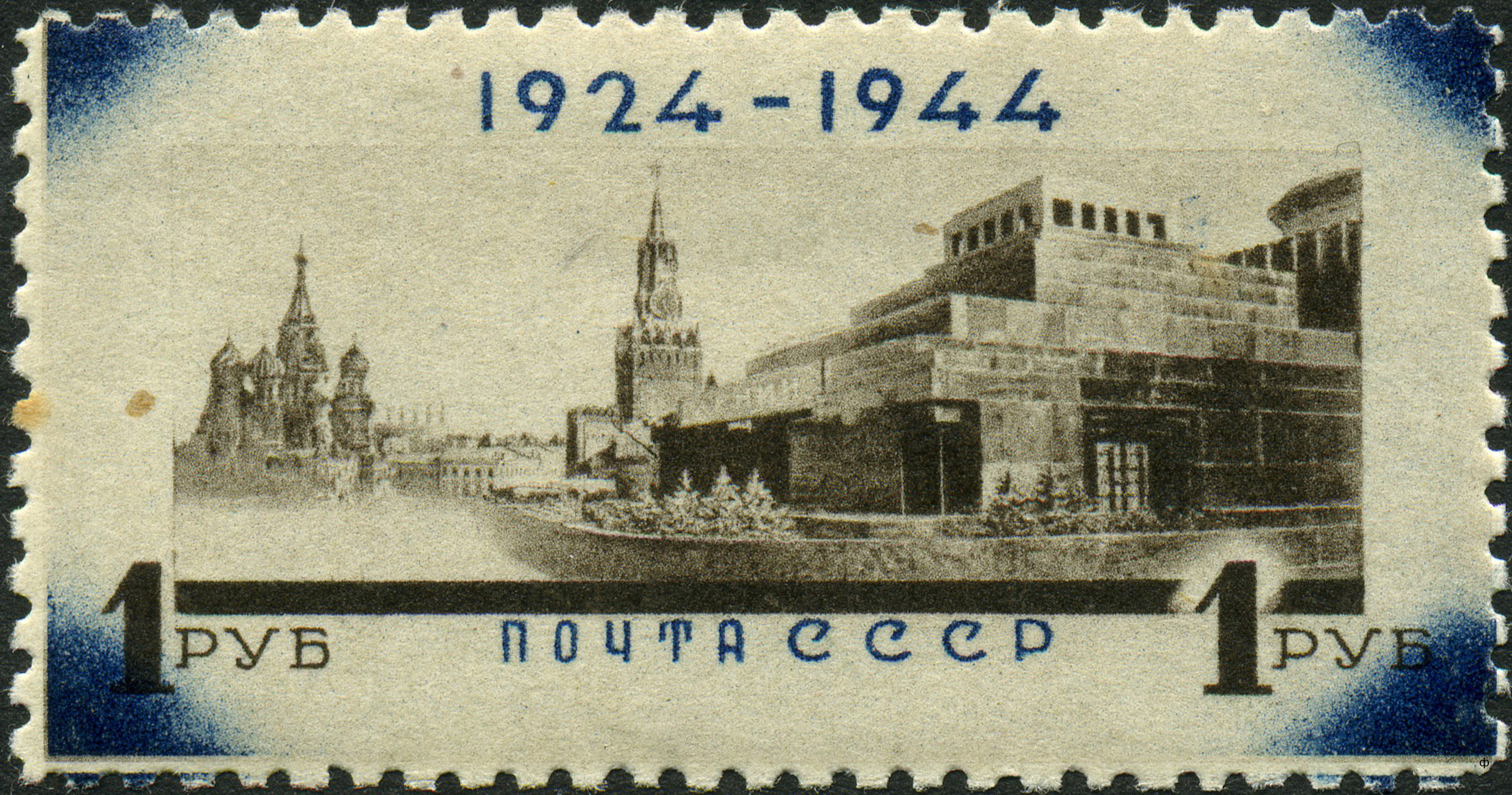
1944 рік
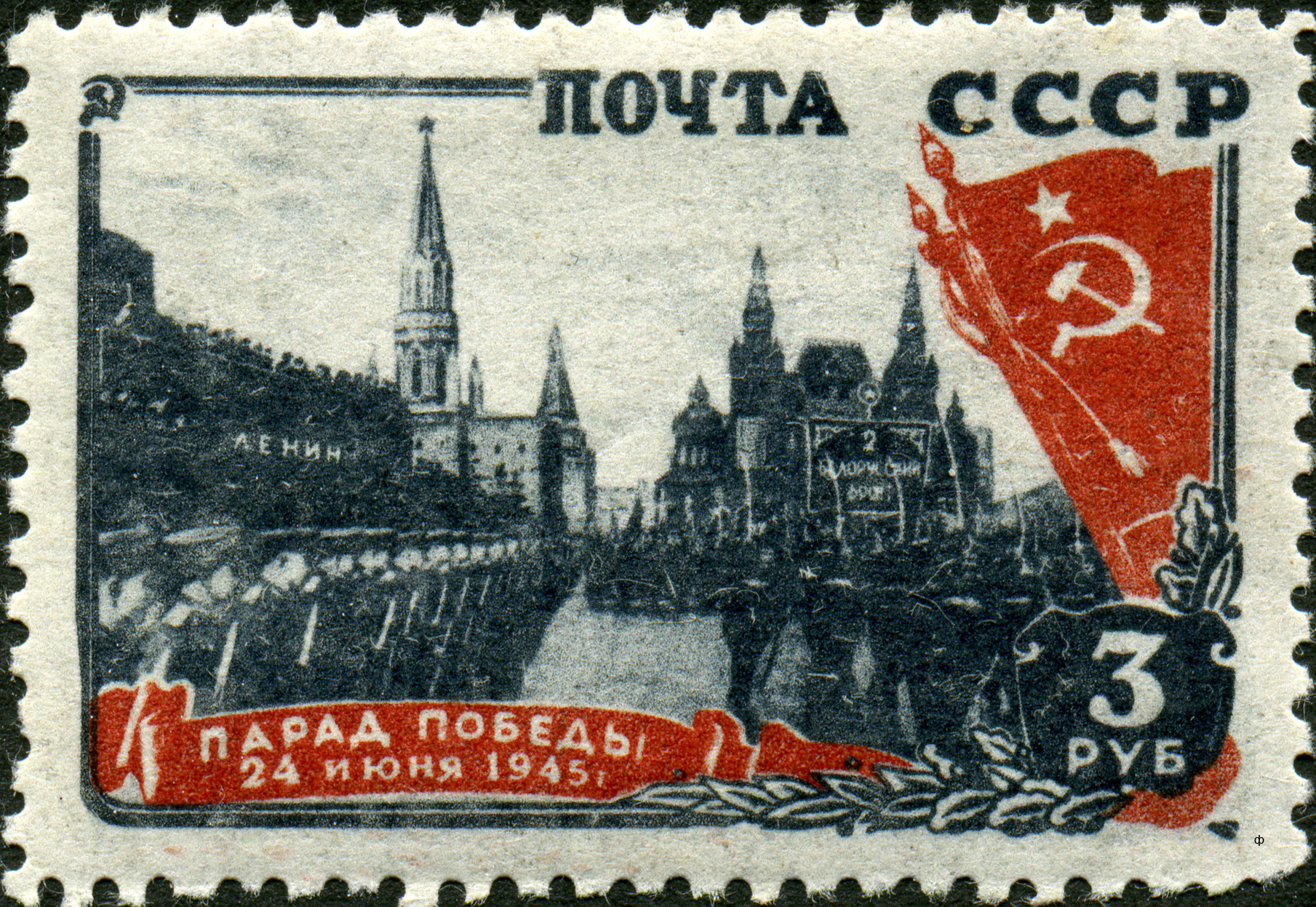
1946 рік
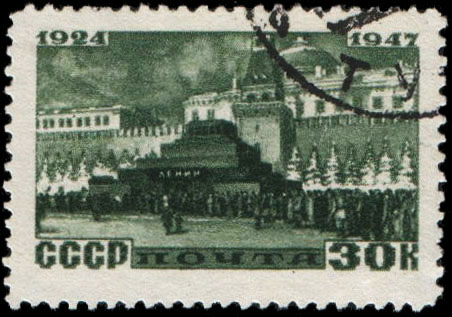
1947 рік
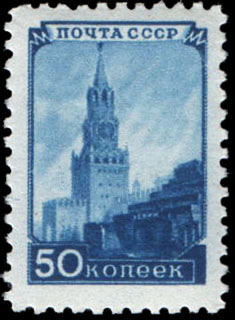
1948 рік
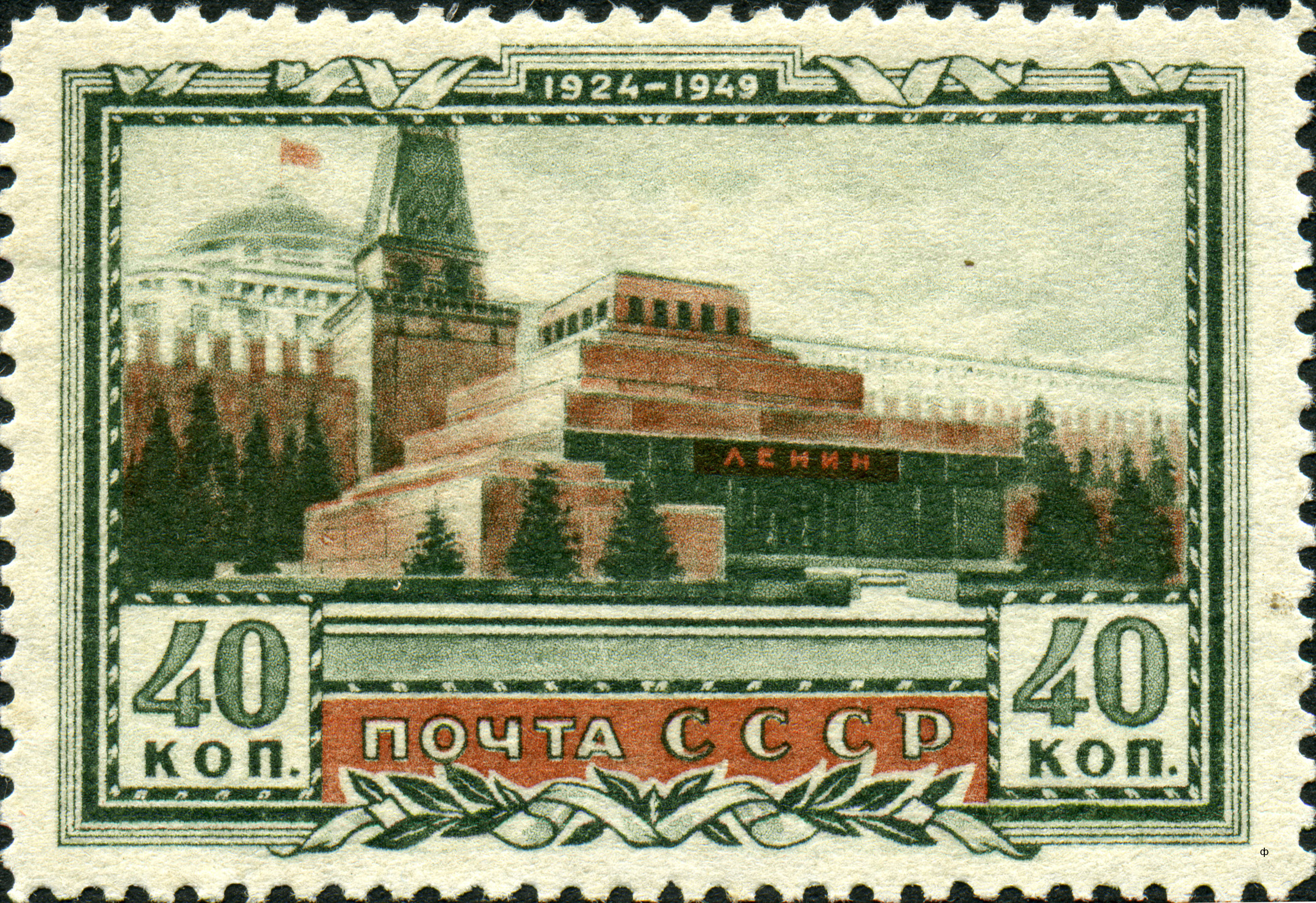
1949 рік
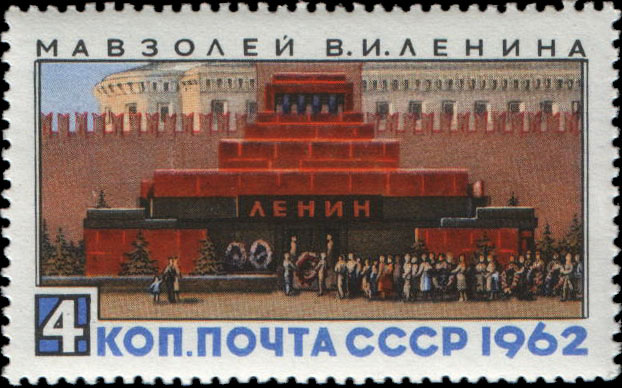
1962 рік
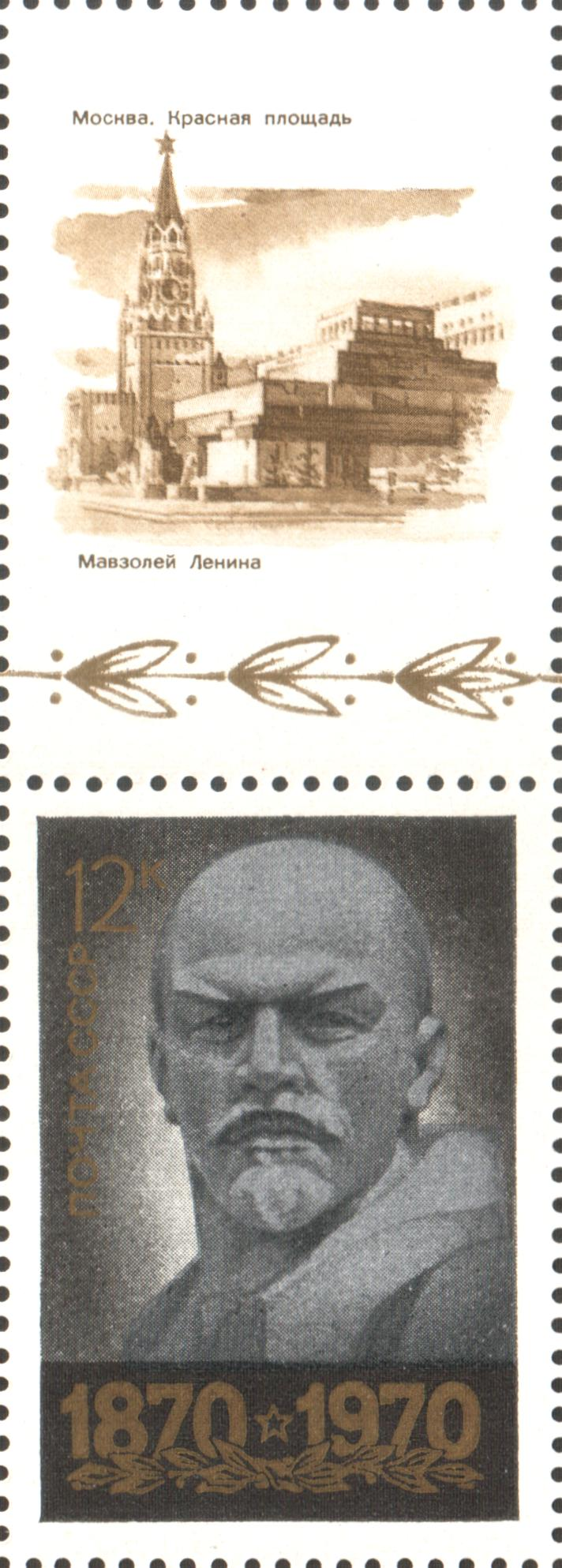
1970 рік
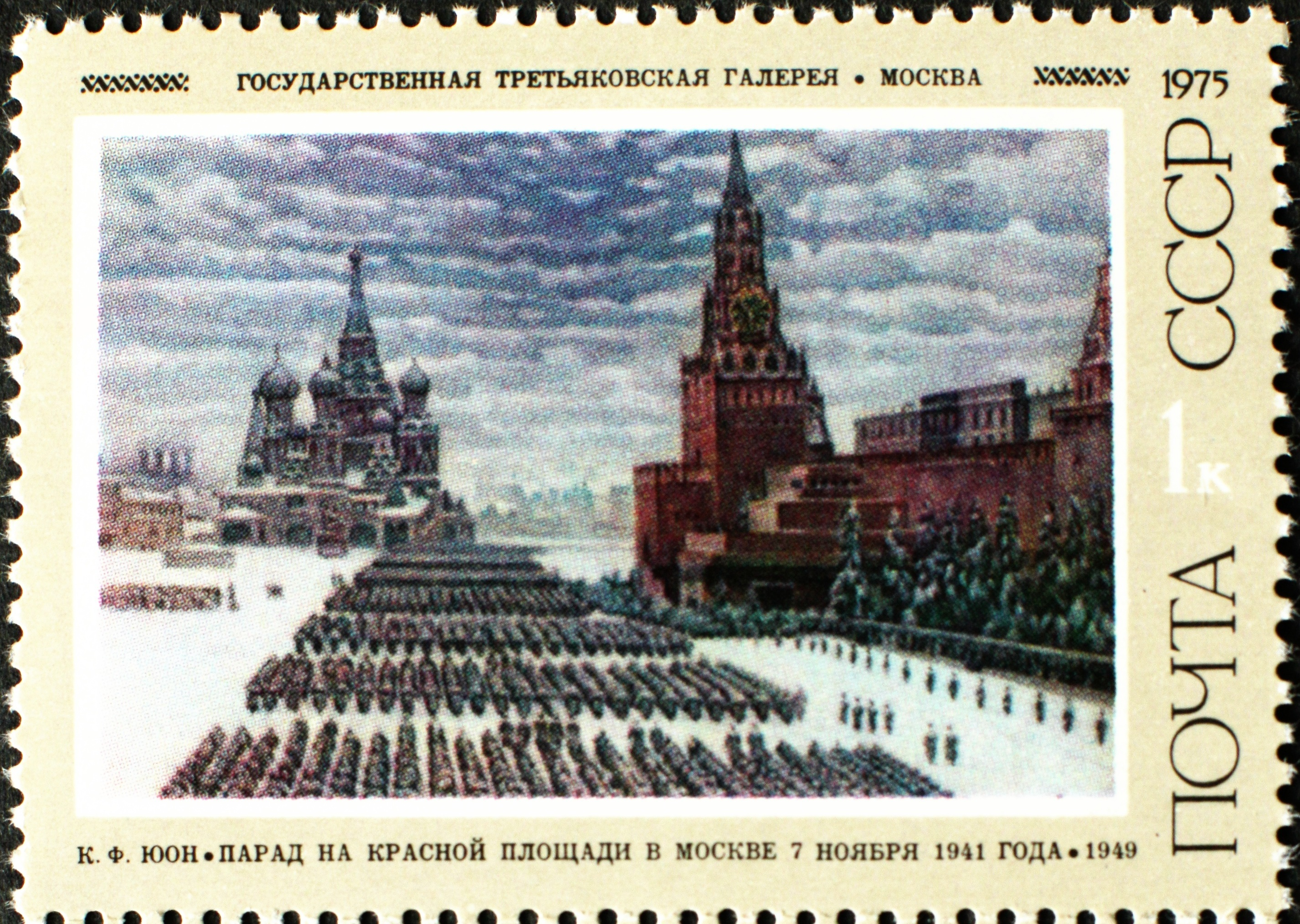
1975 рік
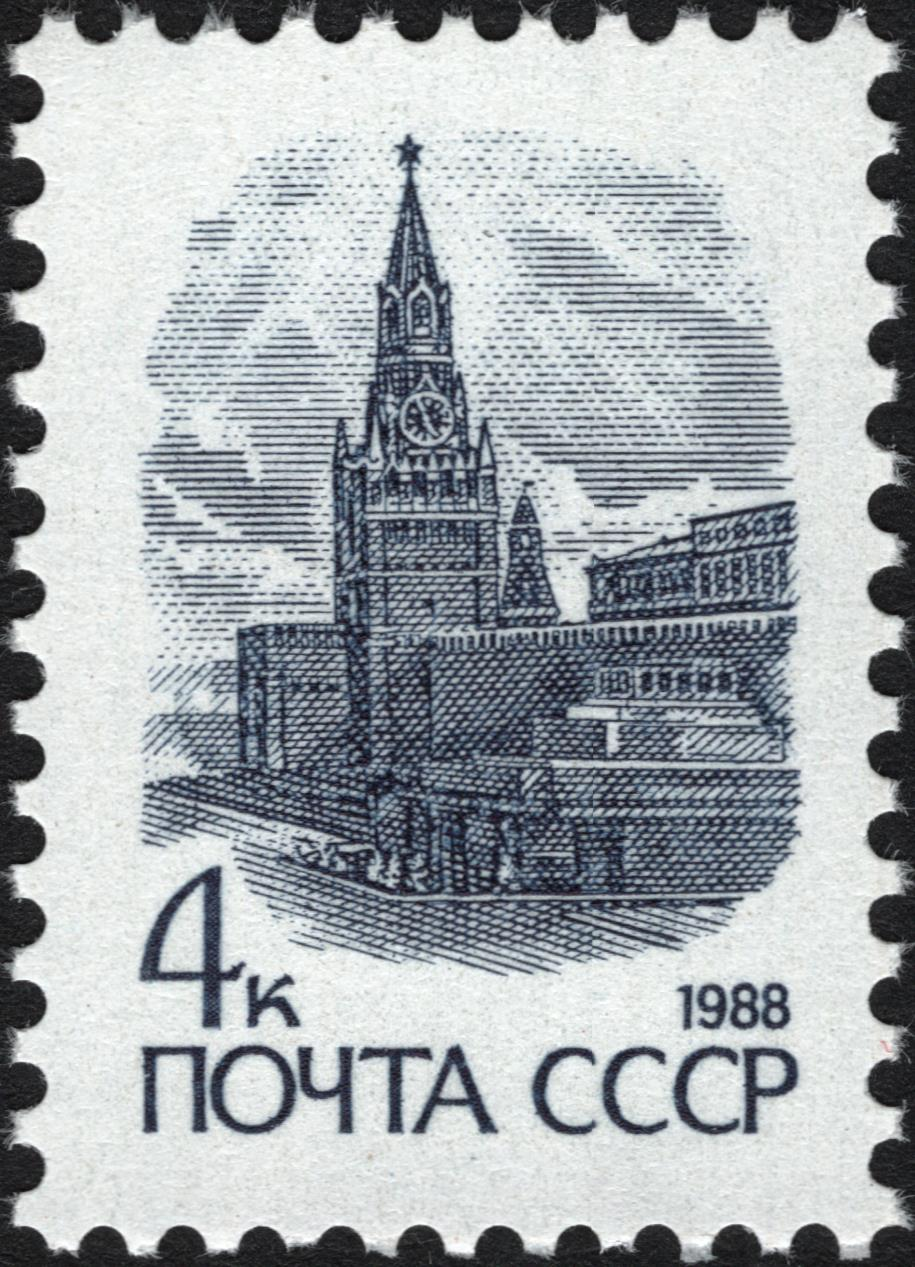
1988 рік